# Contents Under Pressure
 (septembre 2017).
Si vous disposez d'ouvrages ou d'articles de référence ou si vous connaissez des sites web de qualité traitant du thème abordé ici, merci de compléter l'article en donnant les références utiles à sa vérifiabilité et en les liant à la section « Notes et références ».
Albums de Pro-Pain
The Truth Hurts
(1994) Pro-Pain
(1998)
Contents Under Pressure est le troisième album studio du groupe metalcore, groove metal américain Pro-Pain sorti en 1996.

## Liste des titres
Toutes les chansons sont écrites et composées par Gary Meskil.
| 1.    | Crush                   | 3:11 |
| 2.    | Shine                   | 3:56 |
| 3.    | State Of Mind           | 4:15 |
| 4.    | Gunya Down              | 4:37 |
| 5.    | The Mercy Killings      | 3:27 |
| 6.    | Contents Under Pressure | 3:22 |
| 7.    | Against The Grain       | 4:11 |
| 8.    | Box City                | 3:22 |
| 9.    | Odd Man Out             | 3:54 |
| 10.   | Political Suicide       | 3:36 |
| 37:51 |                         |      |

| Titre bonus - Édition limitée Europe (Concrete, 26 mars 1997) | Titre bonus - Édition limitée Europe (Concrete, 26 mars 1997) | Titre bonus - Édition limitée Europe (Concrete, 26 mars 1997) | Titre bonus - Édition limitée Europe (Concrete, 26 mars 1997) | Titre bonus - Édition limitée Europe (Concrete, 26 mars 1997) | Titre bonus - Édition limitée Europe (Concrete, 26 mars 1997) | Titre bonus - Édition limitée Europe (Concrete, 26 mars 1997) | Titre bonus - Édition limitée Europe (Concrete, 26 mars 1997) | Titre bonus - Édition limitée Europe (Concrete, 26 mars 1997) | Titre bonus - Édition limitée Europe (Concrete, 26 mars 1997) |
| No                                                            | Titre                                                         | Durée                                                         |                                                               |                                                               |                                                               |                                                               |                                                               |                                                               |                                                               |
| ------------------------------------------------------------- | ------------------------------------------------------------- | ------------------------------------------------------------- | ------------------------------------------------------------- | ------------------------------------------------------------- | ------------------------------------------------------------- | ------------------------------------------------------------- | ------------------------------------------------------------- | ------------------------------------------------------------- | ------------------------------------------------------------- |
| 11.                                                           | Pound for Pound (Ream Mix)                                    | 2:37                                                          |                                                               |                                                               |                                                               |                                                               |                                                               |                                                               |                                                               |
| 40:29                                                         |                                                               |                                                               |                                                               |                                                               |                                                               |                                                               |                                                               |                                                               |                                                               |

| Titres bonus - Réédition Allemagne (Raw Head Inc., 2 mars 2014) | Titres bonus - Réédition Allemagne (Raw Head Inc., 2 mars 2014) | Titres bonus - Réédition Allemagne (Raw Head Inc., 2 mars 2014) | Titres bonus - Réédition Allemagne (Raw Head Inc., 2 mars 2014) | Titres bonus - Réédition Allemagne (Raw Head Inc., 2 mars 2014) | Titres bonus - Réédition Allemagne (Raw Head Inc., 2 mars 2014) | Titres bonus - Réédition Allemagne (Raw Head Inc., 2 mars 2014) | Titres bonus - Réédition Allemagne (Raw Head Inc., 2 mars 2014) | Titres bonus - Réédition Allemagne (Raw Head Inc., 2 mars 2014) | Titres bonus - Réédition Allemagne (Raw Head Inc., 2 mars 2014) |
| No                                                              | Titre                                                           | Durée                                                           |                                                                 |                                                                 |                                                                 |                                                                 |                                                                 |                                                                 |                                                                 |
| --------------------------------------------------------------- | --------------------------------------------------------------- | --------------------------------------------------------------- | --------------------------------------------------------------- | --------------------------------------------------------------- | --------------------------------------------------------------- | --------------------------------------------------------------- | --------------------------------------------------------------- | --------------------------------------------------------------- | --------------------------------------------------------------- |
| 11.                                                             | State of Mind (Live Köln 98)                                    | 3:37                                                            |                                                                 |                                                                 |                                                                 |                                                                 |                                                                 |                                                                 |                                                                 |
| 12.                                                             | Crush (Live Köln 98)                                            | 3:23                                                            |                                                                 |                                                                 |                                                                 |                                                                 |                                                                 |                                                                 |                                                                 |
| 13.                                                             | Shine (Live Köln 98)                                            | 3:22                                                            |                                                                 |                                                                 |                                                                 |                                                                 |                                                                 |                                                                 |                                                                 |
| 14.                                                             | State of Mind (Edit)                                            | 3:46                                                            |                                                                 |                                                                 |                                                                 |                                                                 |                                                                 |                                                                 |                                                                 |
| 51:57                                                           |                                                                 |                                                                 |                                                                 |                                                                 |                                                                 |                                                                 |                                                                 |                                                                 |                                                                 |

## Crédits

### Membres du groupe
- Gary Meskil : basse, chant
- Tom Klimchuck : guitare lead
- Rob Moschetti : guitare rythmique
- Dan Richardson : batterie

### Équipes technique et production
- Production : Pro-Pain
- Ingénierie : Tom Klimchuck
- Ingénierie, mixage : Paul Nieder
- Ingénierie (additionnel) : Robert "Void" Caprio
- Mixage : Pro-Pain, Tom Soares
- Mixage (assistant) : Brenda Ferry
- Mastering : Howie Weinberg
- Photographie : David Manteau
- Artwork (direction artistique, design) : MOD Co.